# Аштанга-віньяса-йога
Аштанга-віньяса-йога — кодифікований і популяризований К. Паттабгі Джойсом протягом XX ст. стиль йоги, який часто позиціонується як сучасна форма класичної індійської йоги.
Джойс почав свої дослідження йоги у 1927 році у дванадцятирічному віці, і до 1948 року заснував Науково-дослідний інститут аштанга-йоги для навчання практиці йоги, відомої як аштанга-йога. Слово аштанга-йога буквально означає «йога восьми частин». Згідно з «Йога-сутрами» Патанджалі, шлях внутрішнього очищення складається з наступних восьми частин: яма (моральні заборони), ніяма (приписи самоочищення та навчання), асана (фізичні вправи), пранаяма (дихальні вправи), пратьягара (контроль органів чуття], дгарана (концентрація), дг'яна (медитація) та самадхі (йогічний транс).